# Flunk Punk Rumble
Yankee-kun to Megane-chan (яп. ヤンキー君とメガネちゃん Янки:-кун то Мэганэ-тян) — сёнэн-манга, написанная и проиллюстрированная Мики Ёсикавой, выходившая в журнале Weekly Shonen Magazine с 18 октября 2006 по 18 мая 2011 года. В формате танкобонов выпускалась издательством «Коданся». 17 июня 2010 года вышел гидбук по миру манги.
Серия лицензирована на китайский и английский языки сингапурским издательством Chuang Yi и вышла под названием Flunk Punk Rumble.

## Сюжет
Даити Синагава, школьный хулиган и прогульщик, на которого повесили клеймо «янки» (любителя помахать кулаками), намеревается изменить свою жизнь, переведясь в новую школу. Однако и там его характер даёт о себе знать. Тогда его скромная одноклассница в очках, Хана Адати, решает помочь Даити преодолеть себя и сопутствующие трудности.

## Персонажи

### Студенческий совет старшей школы Мон Сиро
- Даити Синагава (яп. 品川 大地 Синагава Даити)

Главный герой. Также его называют янки-кун. Вспыльчив, несдержан. В средней школе не имел никаких планов на будущее до тех пор, пока не встретил Адати Хану — бывшую хулиганку, которая убеждает его изменить свой взгляд на жизнь. Сначала она просто заставляет его быть более активным в школе, но постепенно изменяет его в лучшую сторону даже до той степени, что он начал лучше учиться и стал вице-президентом школьного совета. Он не любит учиться, хотя хорош в математике. Также он благороден. Готов пойти на всё чтобы помочь другим. И в итоге крепко привязывается к Адати, школе и новой компании друзей.
Был одним из лучших студентов в уважаемой частной школе, пока его главная соперница Хидзуку Хатиодзи не связалась с хулиганами. Пытаясь помочь ей, он подрался и его исключили. После этого он поступил в обычную среднюю школу и забросил учёбу, окончательно превратившись в хулигана и поменяв внешность (раньше он был темноволосым и носил очки).
Влюблён в Хану несмотря на то, что она постоянно раздражает его своим идиотизмом, отсутствием здравого смысла и различными выходками. В экстра-выпуске манги было показано, что он встретил её на экзаменах для поступления в старшую школу. Она была без очков и с распущенными волосами, поэтому узнал он её только через три года. Но именно из-за неё он пошёл в школу «Мон Сиро». Хотя он и препирается с ней, у них очень хорошие отношения, хотя она и не замечает его чувства.
По окончании школы был принят в престижный университет, а через четыре года становится учителем в своей старшей школе.
- Хана Адати (яп. 足立 花 Адати Хана)

Одноклассница Даити. Бывшая хулиганка. Со временем стала президентом студенческого совета и уже по долгу работы стала общаться со всеми хулиганами школы. Несмотря на её «умный» вид (уложенная причёска и очки), она на самом деле не является отличницей, очень рассеянная и иногда ведёт себя невежественно.
После того, как сняла очки и распустила волосы стала очень популярной в школе, но через некоторое время из-за отца Синагавы вернулась к старому образу.
Проживает в полуразвалившемся доме со своей странноватой бабушкой; у неё есть младший брат Ёу Адати.
Будучи принятой в университет, возвращается домой, несмотря на разногласия с семьёй. Как позже сказала её бабушка — это было сделано ради Синагавы. Спустя 4 года приезжает к нему как студентка, так как официально школу она не закончила.
- Сэйя Тиба (яп. 千葉 星矢 Тиба Сэйя)

Высокий, в очках, грозного вида студент с большим шрамом на лице. Поначалу не проявлял к учёбе особого интереса, однако под влиянием Адати стал показывать отличные результаты в учёбе. Казначей студенческого совета. Влюблён в Макото.
- Ринка Химэдзи (яп. 姫路 凜風 Химэдзи Ринка)

Секретарь студенческого совета, кохай Адати со времён средней школы, её верная соратница. Имеет сложные отношения со своими родителями.
- Гаку Идзуми (яп. 和泉 岳 Идзуми Гаку)

Вице-президент студенческого совета, наряду с Синагавой. Второй по успеваемости ученик в своём классе. Любит носить старую потёртую одежду, которую впервые надел, когда был в банде.
Бывший хулиган, завязавший ради того чтобы стать первым в учёбе также, как и в драках. Был сильнейшим бойцом в районе. Первый человек, который смог заблокировать удар Адати, однако проиграл ей и вступил в студсовет на должность вице-президента.
Постоянно ругается с Синагавой, бесится из-за любого пустяка. Ненавидит свой маленький рост. Хорошо ладит с Рингой, так как она единственная, кто ниже его. Четыре года спустя изучает закон.

### Студенты старшей школы Мон Сиро
- Касукабэ (яп. 春日部)
- Макото Кумагая (яп. 熊谷 真 Кумагая Макото)
- Кавасаки (яп. 川崎)
- Хикару Акита (яп. 秋田 光 Акита Хикару)
- Ицуки Кагава (яп. 香川 樹 Кагава Ицуки)
- Акира Китами (яп. 北見 明 Китами Акира)
- Натти и Матти
- Анна Итиномия (яп. 一宮 杏奈 Итиномия Анна)

### Другие
- Сагами (яп. 相模)
- Сэйун Нэрима (яп. 練馬 青雲 Нэрима Сэйун)
- Ариса Омия (яп. 大宮 有砂 О:мия Ариса)
- Каири Синагава (яп. 品川 海里 Синагава Каири)
- Йо Адати (яп. 足立 葉 Адати Йо)

## Медиа-издания

### Список томов манги
| №  | Дата публикации       | ISBN                   |
| -- | --------------------- | ---------------------- |
| 1  | 16 февраля 2007 года  | ISBN 978-4-06-363799-1 |
| 2  | 4 апреля 2007 года    | ISBN 978-4-06-363825-7 |
| 3  | 15 июня 2007 года     | ISBN 978-4-06-363846-2 |
| 4  | 8 сентября 2007 года  | ISBN 978-4-06-363871-4 |
| 5  | 16 ноября 2007 года   | ISBN 978-4-06-363917-9 |
| 6  | 17 января 2008 года   | ISBN 978-4-06-363943-8 |
| 7  | 17 апреля 2008 года   | ISBN 978-4-06-363976-6 |
| 8  | 17 июня 2008 года     | ISBN 978-4-06-384006-3 |
| 9  | 17 сентября 2008 года | ISBN 978-4-06-384043-8 |
| 10 | 17 ноября 2008 года   | ISBN 978-4-06-384067-4 |
| 11 | 17 февраля 2009 года  | ISBN 978-4-06-384101-5 |
| 12 | 17 апреля 2009 года   | ISBN 978-4-06-384123-7 |
| 13 | 17 июля 2009 года     | ISBN 978-4-06-384160-2 |
| 14 | 16 октября 2009 года  | ISBN 978-4-06-384186-2 |
| 15 | 15 января 2010 года   | ISBN 978-4-06-384236-4 |
| 16 | 17 марта 2010 года    | ISBN 978-4-06-384268-5 |
| 17 | 17 мая 2010 года      | ISBN 978-4-06-384298-2 |
| 18 | 17 июня 2010 года     | ISBN 978-4-06-384313-2 |
| 19 | 17 сентября 2010 года | ISBN 978-4-06-384363-7 |
| 20 | 17 ноября 2010 года   | ISBN 978-4-06-384397-2 |
| 21 | 17 января 2011 года   | ISBN 978-4-06-384397-2 |
| 22 | 15 апреля 2011 года   | ISBN 978-4-06-384475-7 |
| 23 | 17 июня 2011 года     |                        |